# Ribnjačka
Ribnjačka es una localidad de Croacia situada en el municipio de Velika Pisanica, en el condado de Bjelovar-Bilogora. Según el censo de 2021, tiene una población de 112 habitantes.

## Geografía
Está ubicada a una altitud de 150 m s. n. m., a unos 114 km de la capital nacional, Zagreb.

## Demografía
| Gráfica de población de Ribnjačka 1857-2021                         |
|                                                                     |
| Según los censos de población de la Oficina de Estadísticas Croata. |